# Força Socialista
A Força Socialista foi uma organização de esquerda, de orientação marxista, que atuou no Brasil entre 1989 e 2004 como tendência interna do Partido dos Trabalhadores (PT).

## Origem (1987-1989)
O surgimento da Força Socialista marca uma mudança de visão estratégica que se processou internamente ao Movimento Comunista Revolucionário.
O MCR, cuja formação resulta da aglutinação de outras forças políticas (OCDP, PCdoB-AV e MEP) ocorrida no ano de 1985, atuava inicialmente na perspectiva de fortalecer um campo de organizações revolucionárias clandestinas sob uma frente política de caráter legal, o PT.
Com o tempo, amadureceu no interior da organização uma avaliação segundo a qual o PT, em função de sua definição ideológica - marcada, segundo o MCR, pelas resoluções de seu 5o Encontro Nacional (1987) - se assumia cada vez mais como um instrumento massivo de profundas transformações sociais, no rumo do socialismo.
Essa mudança de visão culmina, em 1989, na transformação do MCR na Força Socialista - Tendência Interna do PT.

## Perfil e Funcionamento
O MCR surgiu como uma organização implantada em diversas regiões do país – norte (Pará), nordeste (Bahia), Sudeste (São Paulo, Rio de Janeiro, Espírito Santo) e Sul (Santa Catarina e Rio Grande do Sul). Surgiu distribuído também em diferentes frentes de massa, dentre as quais destacam-se o movimento sindical da área de educação e no movimento estudantil. Adotou ao longo de boa parte de seu período de existência uma rígida política de segurança interna – um resquício dos tempos da ditadura. Tal opção se materializava na manutenção de publicações clandestinas, destinadas exclusivamente às parcelas consideradas mais avançadas do conjunto da militância socialista. Nas resoluções de seu 1o Congresso, em 1985, são aprovados um diagnóstico da realidade brasileira e uma estratégia socialista bastante próximas às resoluções posteriormente aprovadas nos Encontros Nacionais do Partido dos Trabalhadores (PT) entre 1987 e 1991 e que vieram a conformar aquilo que hoje se conhece por projeto democrático-popular.

## PT como Frente Partidária Legal (1985-1987)
O MCR surgiu no interior do PT a partir de uma fusão de organizações que haviam aderido à proposta do partido desde fins dos anos 1970. Apesar disso, este era considerado uma frente partidária legal que permitiria ampliar as possibilidades de atuação das organizações de esquerda revolucionária em situação de clandestinidade ou semi-cladestinidade – entre as quais incluía-se o próprio MCR. Nesse contexto, propunha a aglutinação de diferentes organizações no interior do PT (particularmente a Democracia Socialista e o Partido Revolucionário Comunista) tendo em vista a formação de uma Frente Revolucionária da qual surgiria o partido revolucionário. Através do PT, e num esforço de colaboração com estas organizações, o MCR amplia seus espaços de atuação e elege seus primeiros parlamentares em 1986: Ivan Valente e Edmilson Rodrigues, eleitos Deputados Estaduais Constituintes nos Estados de São Paulo e Pará respectivamente.

## O MCR e a intervenção no PT/BA (1986)
No mesmo ano, o Comitê Regional do MCR na Bahia, então hegemônico no Diretório Regional do PT naquele Estado, aprova no partido a proposta de apoio crítico à candidatura de Waldir Pires, do Partido do Movimento Democrático Brasileiro (PMDB), ao governo da Bahia – um dos fatos mais conhecidos na trajetória política da organização –, desencadeando uma crise interna ao MCR e na relação deste com o PT. A resolução, contestada junto ao Diretório Nacional do PT (DN/PT), é remetida para apreciação no plenário do 4o Encontro Nacional em 1986, que declara o encaminhamento incompatível com a política de alianças definida pelo partido. Autoriza a intervenção do DN/PT, que anula a decisão do DR/BA e convoca uma nova Convenção Regional em que se decide pelo lançamento de uma candidatura própria do PT.

## PT: partido revolucionário (1987-1989)
Apesar da intervenção aprovada no 4o Encontro em 1986, o MCR reconhece nas resoluções de estratégia aprovadas no 5o Encontro, realizado em 1987, as suas próprias formulações políticas. No mesmo ano realiza uma Conferência Nacional em que revê suas posições em relação à política de construção partidária, passando a assumir o PT como o partido da revolução socialista no Brasil e, portanto, como referência partidária no interior da qual o MCR passaria a organizar-se enquanto tendência. Com o amadurecimento desta caracterização do PT no interior da organização, o MCR converte-se em 1989 na Força Socialista, uma tendência interna do PT (FS), mantendo nessa passagem boa parte de seus quadros políticos e áreas de influência nos movimentos sociais. O lançamento público da FS ocorre em junho de 1989, no 6o Encontro Nacional do PT.

## Desdobramentos pós-1989: da FS à APS
Entre 1989 e o final dos anos 1990, a FS aprofundou sua identidade com o PT, consubstanciada no programa democrático-popular. Isso, até meados de 1998, quando tendência passa a apontar mudanças sofridas pelo PT ao longo dos anos 1990 que o teriam paulatinamente descaracterizado-o como organização partidária protagonista de um processo de transformações sociais de natureza estrutural que apontem no sentido da revolução socialista. Atuando como espécie de fração pública do PT desde então, a FS inicia uma transição política que culmina, primeiro, na fusão com coletivos regionais do PT de diferentes tradições de esquerda, dando origem, em 2004, à Ação Popular Socialista (APS). E, em seguida, no desligamento da APS do PT no contexto da crise de 2005, quando incorporou-se ao Partido Socialismo e Liberdade PSOL.

## Orientação política
Lançada publicamente no 6o Encontro Nacional do PT (1989), a FS reivindica um programa e parâmetros estratégicos muito próximos dos estabelecidos pelo PT em seu 5o Encontro, sintetizadas no programa democrático-popular, em parte antecipadas pelas resoluções aprovadas no 1o Congresso do MCR (1985).
Em termos gerais, a FS assumia a perspectiva de construção, no Brasil, de uma sociedade socialista.
Um esforço cujo avanço se daria pela conquista de vitórias parciais, por dentro e por fora do Estado, que potencializassem a luta popular no rumo da revolução, encabeçada por um partido socialista, democrático e de massas – no caso, o PT.
Sob essa perspectiva, entre fins dos anos 1980 e início dos anos 2000, a FS ampliou significativamente suas bases sociais. Consolidou-se em diferentes Estados como Santa Catarina, Rio Grande Sul, São Paulo, Rio de Janeiro, Espírito Santo, Bahia, Pará e Amapá.

## Trajetória (1989-2004)
Esse processo correspondeu a um crescimento junto aos movimentos sociais e também de sua representação no âmbito do Estado: entre final dos anos 1990 e início dos anos 2000, a FS havia conquistado 4 mandatos de deputados estaduais - distribuídos nos estado de Santa Catarina, Espírito Santo, Pará e Amapá -, e 3 de deputados federais - em São Paulo, Bahia e Distrito Federal -, além de um mandato de prefeito reeleito (Edmilson Rodrigues em Belém, 1997-2004) e uma vice-prefeitura com chances reais de vitória na eleição seguinte (Afrânio Boppré em Florianópolis, 1997-2000).
O crescimento da corrente, todavia, coincidiu com uma série de mudanças que foram interpretadas pela FS com fortes indícios de moderação política do PT.
Isso conduziu a tendência a um afastamento paulatino do partido.
Iniciado em 1998, esse movimento culmina na fusão da FS com outros grupos petistas, dando origem à tendência Ação Popular Socialista em 2004; e na saída da APS do PT, já no contexto da crise de 2005, quando aderiu ao Partido Socialismo e Liberdade (PSOL).